# Валиуллин, Фарит Рашидович
Фарит Рашидович Валиуллин (тат. Фәрит Рәшит улы Вәлиуллин; род. 24 февраля 1959, Казань, Татарская АССР, РСФСР, СССР) — советский и российский художник, живописец, монументалист, мозаичист. Народный художник Республики Татарстан (2021), заслуженный деятель искусств Республики Татарстан (2014). Лауреат Государственной премии Республики Татарстан имени Габдуллы Тукая (2016).

## Биография
Фарит Рашидович Валиуллин родился 24 февраля 1959 года в Казани. Вырос в Старо-татарской слободе, недалеко от Азимовской мечети, где с детства приобщился к национальному искусству и учился в художественной школе, располагавшейся в бывшей мечети Иске-Таш.
В 1978 году с отличием окончил Казанское художественное училище, где учился у Б. И. Майорова, В. И. Куделькина и З. Ф. Гимаева. В 1986 году окончил монументальное отделение Московского государственного художественного института имени В. И. Сурикова по курсу Ю. К. Королёва. После получения образования по направлению работал художником-монументалистом в художественном фонде Нижнекамска, где в 1987 году стал председателем городской творческой группы художников, а в 1989 году выступил одним из инициаторов и создателей первой частной в Татарстане художественной галереи «Адель». Также преподавал в художественной школе и подготовил ряд учеников, в дальнейшем ставших талантливыми художниками. В 1998 году переехал в Зеленодольск, где в 2002 году принял участие в организации местной художественной галереи.
Начал выставляться в 1986 году в Нижнекамске, принимал участие в городских, зональных, всесоюзных и всероссийских выставках. Является членом Союза художников России, был членом правления Союза художников Республики Татарстан (2001—2005). В 2006 году возобновил педагогическую деятельность, был предподавателем рисунка на факультете изобразительного искусства и дизайна Татарского государственного гуманитарно-педагогического университета, кафедры дизайна и национальных искусств Института филологии и межкультурной коммуникации имени Льва Толстого, ныне является доцентом кафедры татаристики и культуроведения Высшей школы национальной культуры и образования имени Габдуллы Тукая Института филологии и межкультурной коммуникации Казанского (Приволжского) федерального университета. В 2019 году отметил 60-летний юбилей.
Живёт в Зеленодольске. В 2014 году удостоен звания заслуженного деятеля искусств Республики Татарстан, в 2016 году получил Государственную премию Республики Татарстан имени Габдуллы Тукая, а в 2021 году стал народным художником Республики Татарстан. Значительное внимание уделяет сохранению исторической памяти татарского народа, в частности, путём популяризации живописи на тему Золотой Орды. Активно высказывается на темы сохранения историко-архитектурного наследия Казани, в частности, выступал в защиту мозаики на фасаде торгового центра «Тюбетейка».

## Очерк творчества
В начале своего творческого пути исполнил росписи детского сада в Набережных Челнах (1985), столовой и фойе школы № 1 в Камских Полянах (1985—1988). В тот же период оформил росписями на тему Сабантуя интерьеры читального зала библиотеки Дворца культуры Менделеевска, выполнил мозаику для архитектурного комплекса «Памяти Тукая» со скульптурой Б. Урманче и фигурами персонажей из сказок поэта в больничном городке Нижнекамска, там же участвовал в оформлении вестибюля среднего профессионально-технического училища, создал сграффито «Памяти погибших в Афганистане», а также «Детство» на фасаде школы совхоза «Майские Зори». Одной из важнейших работ Валиуллина является оформление мозаикой из смальты купола и сводов потолка молельного зала мечети «Кул-Шариф» (2005, арх. А. Г. Саттаров, совместно с Р. А. Кильдибековым), также руководил работами по восстановлению сграффито «Казань — столица Советской Татарии» на торцовой стене здания Казанского пригородного вокзала (2005, при участии Р. С. Шигабутдинова и Р. С. Тимериева).

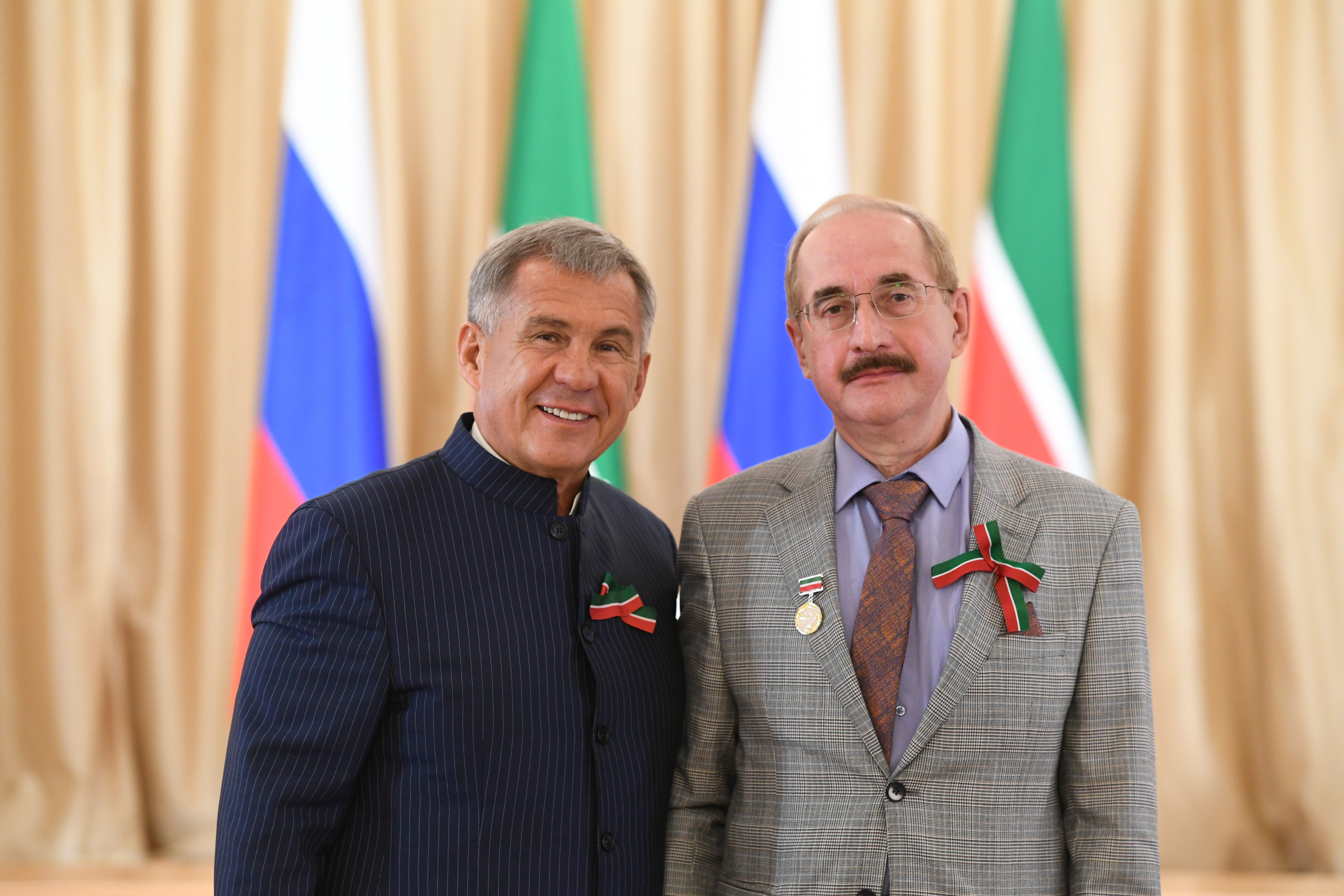
На вручении звания, 2021 год

В дальнейшем принял участие в создании художественно-пространственной экспозиционной инсталляции «Болгарская цивилизация. Дорога длиною в тысячелетия» для экспозиции Музея Болгарской цивилизации в Болгаре (2010), где стал автором художественного воспроизведения карт державы Хунну, Тюркского каганата, Великой Болгарии, Хазарии, Болгарского царства, второго Болгарского царства, Казанского ханства, династической таблицы правителей Волжской Булгарии, потомков Чингисхана. Также выступил автором мозаичного панно «Утверждение булгарами ислама» (2012, 2 x 6 м) в интерьере Памятного знака в честь принятия ислама волжскими булгарами, где изобразил встречу Алмуш-хана и вождей булгарских племен с посланником халифа Аль-Муктадира — Ибн Фадланом.
В живописных произведениях Валиуллин фокусируется на историческом материале, отображая истоки духовной жизни татарского народа. Его творчество всецело посвящено родной земле, тут и многоликая Казань, так и древние столицы Волжской Булгарии. Мир полотен художника наполнен лёгкими нотками грусти и непостижимой глубиной, выражающейся в приглушённом колорите красок. Вместе с тем, картины Валиуллина критикой оцениваются как многоцветные фрески, в чём видно влияние его прежней творческой работы как монументалиста, привыкшего к работе с крупными формами. Также он любит писать пейзажи, запечатлевая в них измененчивость природы.
Меня с детства воспитывали в религии. Когда человек растет в такой атмосфере, он приобщается к некой системе, внутренней дисциплине. Нельзя делать что-то спустя рукава, чтобы побыстрее отвязаться. В дело необходимо вкладывать душу. С возрастом я приучил себя, что нужно систематизировать свой день. Я знаю, что нужно встать рано утром, чтобы пойти работать в мастерскую. Каждый должен себя мотивировать. Муза… она к ленивому не придет.Фарит Валиуллин, 2019 год.

## Награды

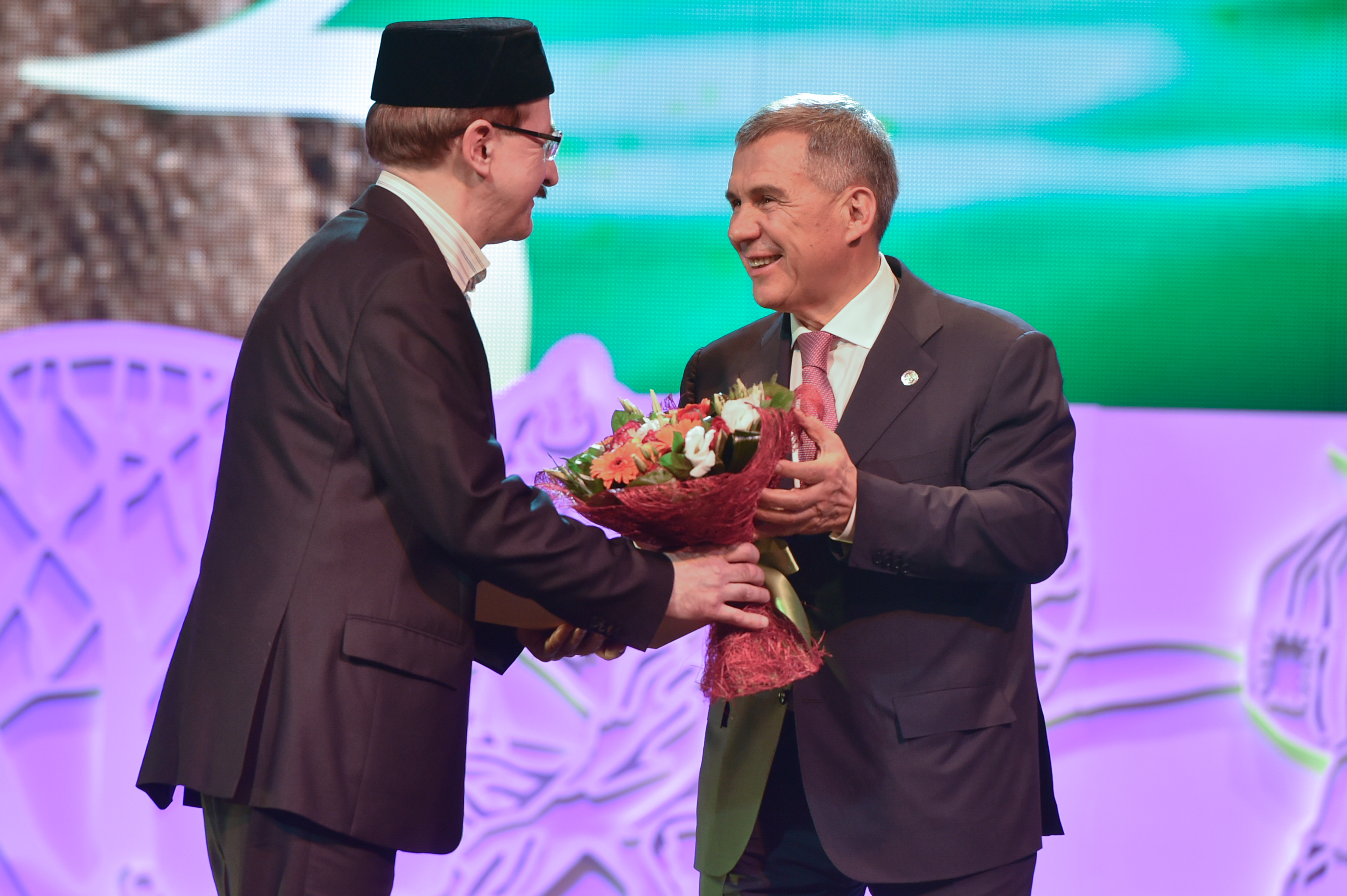
На вручении премии, 2016 год

- Медаль «В память 1000-летия Казани» (2005 год)[9].
- Государственная премия Республики Татарстан имени Габдуллы Тукая (2016 год) — за создание художественно-пространственной экспозиционной инсталляции «Болгарская цивилизация. Дорога длиною в тысячелетия»[39]. Вручена президентом Республики Татарстан Р. Н. Миннихановым на церемонии в Татарском государственном академическом театре оперы и балета имени М. Джалиля[40].
- Почётное звание «Народный художник Республики Татарстан» (2021 год) — за большой вклад в развитие изобразительного искусства и многолетнюю плодотворную творческую деятельность[41]. Вручено президентом Республики Татарстан Р. Н. Миннихановым на церемонии в Казанском Кремле[42].
- Почётное звание «Заслуженный деятель искусств Республики Татарстан» (2014 год) — за значительный вклад в подготовку высококвалифицированных специалистов в области культуры и искусства, многолетнюю творческую деятельность[43]. Вручено премьер-министром Республики Татарстан[тат.] И. Ш. Халиковым на церемонии в Казанском Кремле[44].
- Благодарственное письмо Председателя Государственного Совета Республики Татарстан (2019 год)[45].
- Серебряная медаль «Духовность. Традиции. Мастерство» Союза художников России (2021 год)[46].
- Знак отличия «Почетный наставник» Министерства образования и науки Республики Татарстан (2024 год).